# Hivatalvesztés
A hivatalvesztés a mai magyar jogban egy fegyelmi büntetés, míg egykori jogunkban részben fegyelmi büntetés, egykori büntetőjogunkban, egy mellékbüntetés is volt.

## Mai szabályai
A hivatalvesztés a köztisztviselőkkel szemben kiszabható súlyos fegyelmi büntetés, ami a jogviszony fegyelmi hatályú megszüntetését jelenti. Csak köztisztviselőkkel szemben szabható ki, közalkalmazottakkal vagy egyéb munkavállalókkal szemben fegyelmi elbocsátás alkalmazható, míg hivatalvesztés nem. A volt kormánytisztviselő államigazgatási szervnél 3 éven át nem alkalmazható, ha a kormányzati szolgálati jogviszony hivatalvesztés miatt szűnt meg.

## Története

### Fegyelmi büntetésként
A hivatalvesztés  a legsúlyosabb büntetés volt Magyarországon  a bírák illetve az állami hivatalnokok ellen folytatható fegyelmi eljárásban, amely maga után vonta az elítélt címének, fizetésének, valamint nyugdíjának, továbbá mindazon előnyöknek az elvesztését is, amelyeket – szolgálata alapján – az állam irányában igénybe vehetett volna. A hivatalvesztésre ítélt törvényhatósági tisztviselő, községi előljáró, valamint  a segéd- és kezelőszemélyzet tagja a rendes tisztújítás bekövetkezte előtt újból nem volt megválasztható, sem ezen időtartam alatt kinevezhető, másodízben kiszabott hivatalvesztés büntetés esetében pedig elvesztette további szolgálati képességét. A hivatalvesztésre ítéltet  nem lehetett kineveznidíjnoknak sem, vagyis olyan alsóbb rendű hivatalbeli tisztnek, írnoknak, aki napi fizetésért dolgozik.

### A Csemegi-kódexben
A hivatalvesztés egykori büntetőjogunkban, az 1878. évi magyar büntető törvénykönyv szerint olyan mellékbüntetés volt, amelyet a szabadságvesztés büntetés mint főbüntetés kiszabása mellett, a törvény által meghatározott esetekben, kellett alkalmazni. Ha a főbüntetés 6 hónapi fogházat vagy államfogházat meg nem halad, vagy a főbüntetés csak pénzbüntetésben áll, a bíróság a hivatalvesztés kimondását mellőzheti. Kihágásoknál hivatalvesztésnek nem volt helye.
А törvény  által meghatározott esetekben, a szabadságvesztésen, mint főbüntetésen felül, a hivatalvesztést mint mellékbüntetést együtt vagy külön kellett megállapítani. A hivatalvesztésre ítélt elveszítette a bíróság által meghatározott időtartamra: 
1. kinevezés vagy választás útján nyert közhivatalát vagy szolgálatát, úgyszintén hatósági megerősítés folytán viselt hivatalát, szolgálatát vagy állását s az ezek után járó nyugdíjigényeit, nyugdíját vagy kegydíját;
2. ügyvédi, közjegyzői, nyilvános tanári vagy nyilvános tanítói állását;
3. a gyámságot vagy gondnokságot;
4. az örökösökre át nem szálló nyilvános címeit, belföldi rendjeleit és díszjeleit, külföldi rendjelek és díszjelek viselésének jogosítványát;
5. a megjelölt hivatalok, szolgálatok, állások és kitüntetések elnyerésére való képességét.[7][10]

A hivatalvesztés időtartamát a bíróság határozta meg, a következők figyelembe vételével: Vétségeknél az időtartam legkisebb mértéke 1 év, leghosszabb mértéke 3 év volt; bűntetteknél legkisebb mértéke 3, leghosszabb mértéke 10 év. Bizonyos esetekben a törvény nem hivatalvesztést állapított meg, hanem csak a konkrétan viselt hivatal elvesztését írta elő.